# الیوت پیج
الیوت پیج (انگلیسی: Elliot Page؛ پیش‌تر الن پیج؛ زادهٔ ۲۱ فوریهٔ ۱۹۸۷) بازیگر کانادایی است. پیج به خاطر ایفای نقش در فیلم جونو (۲۰۰۷) به کارگردانی جیسون رایتمن نامزد جایزهٔ گلدن گلوب، جایزهٔ اسکار، بفتا و جایزهٔ انجمن بازیگران فیلم برای بهترین بازیگر نقش زن شد و موفق به دریافت جوایزی نظیر جایزه ایندیپندنت اسپیریت، جایزهٔ سینمایی و تلویزیونی ام‌تی‌وی و جوایز برگزیدهٔ نوجوانان برای بهترین بازیگر زن کمدی شد.
پیج در فوریه ۲۰۱۴ به عنوان یک زن همجنس‌گرا و در دسامبر سال ۲۰۲۰ به عنوان مرد ترنس دست به آشکارسازی زد. وی کنشگر و مدافع حقوق ال‌جی‌بی‌تی و مخصوصاً افراد تراجنسیتی است. تصویر پیج به عنوان اولین مرد ترنس روی جلد تایم قرار گرفت. پیج اکنون خود را یک مرد ترنس نان‌باینری هویت‌یابی می‌کند.

## پیشه
پیچ به خاطر بازی در فیلم‌های جونو، مردان ایکس: آخرین ایستادگی، مردان ایکس: روزهای گذشته آینده، تلقین و یک جنایت آمریکایی شناخته شده‌است. او در کانادا به دلیل بازی در این نقش‌ها برندهٔ جایزه در پیت پونی و ماریون بریج و همچنین شوهای تلویزیونی تریلر پارک بویز و ری‌جنسیس مورد توجه قرار گرفت.
در سال ۲۰۰۸، پیج برای قرارگیری در فهرست ۱۰۰ شخصیت اثرگذار مجلهٔ تایم نامزد شد. در ژوئن ۲۰۰۸ او در فهرست ستارگان درجه‌یک آیندهٔ انترتینمنت ویکلی قرار گرفت.
او همچنین در سال ۲۰۱۳ در فیلم شرق نوشته و کارگردانی‌شدهٔ زال باتمانقلیچ ایفای نقش نموده‌است. پیج همچنین در سال ۲۰۱۳ کار صداپیشگی و ضبط حرکت شخصیت جودی هولمز را در کنار ویلم دفو در بازی ویدئویی شرکت کوآنتیک دریم با عنوان ماوراء: دو روح انجام داده‌است.

## زندگی شخصی
مادر وی مارلا فیلتاپس، آموزگار و پدرش، دنیس پیج، طراح گرافیک است. او سبک زندگی وگانیسم را پیش می‌گیرد و بنیاد مردمی رعایت اصول اخلاقی در برابر جانوران، او و جرد لتو را به عنوان سکسی‌ترین گیاه‌خواران سال ۲۰۱۴ انتخاب کرد.
الیوت پیج یک خداناباور است. او در فوریهٔ ۲۰۱۴ و در جریان کمپین حقوق بشر اعلام کرد که همجنس‌گراست. در سال ۲۰۱۸ با اِما پورتنر، آموزگار رقص کانادایی ازدواج کرد ولی در اواخر سال ۲۰۲۰ جدا شدند. او قبل‌تر در یکم دسامبر ۲۰۲۰ در حساب اینستاگرام خود اعلام کرد که یک مرد ترنس است و نام خود را از الن به الیوت تغییر داده‌است. او همچنین گفت از اینکه دست به آشکارسازی زده‌است، بسیار خوشحال است و از همهٔ کسانی که در این راه از او حمایت کرده‌اند، بسیار تشکر کرد.

## ادعای آزار جنسی
پیج، برت رتنر را به آزار و اذیت جنسی متهم کرد. پیج می‌گوید او ۱۸ ساله بوده که این کارگردان او را مورد آزار جنسی قرار داده‌است.

## فیلم‌شناسی

### فیلم سینمایی
| سال  | عنوان                          | نقش           | یادداشت                         |
| ---- | ------------------------------ | ------------- | ------------------------------- |
| ۲۰۰۲ | فصل مرطوب                      | جوسلین        | فیلم کوتاه                      |
| ۲۰۰۲ | پل ماریان                      | جوآنی         |                                 |
| ۲۰۰۳ | بلاتکلیف                       | تریش          |                                 |
| ۲۰۰۳ | آن پسر را دوست داشته باش       | سوزانا        |                                 |
| ۲۰۰۴ | ویلبی شگفت‌انگیز                | امیلی اندرسون |                                 |
| ۲۰۰۵ | شکلات سفت                      | هیلی استارک   |                                 |
| ۲۰۰۵ | دهان به دهان                   | شری           |                                 |
| ۲۰۰۶ | مردان ایکس: آخرین ایستادگی     | کیتی پراید    |                                 |
| ۲۰۰۷ | یک جنایت آمریکایی              | سیلویا لایکنس |                                 |
| ۲۰۰۷ | جونو                           | جونو مکگوف    |                                 |
| ۲۰۰۷ | تکه‌های تریسی                   | تریسی برکویتز |                                 |
| ۲۰۰۷ | فرشته سنگی                     | ارلن سیمونز   |                                 |
| ۲۰۰۸ | مردم باهوش                     | ونسا وترهولد  |                                 |
| ۲۰۰۹ | انقراض زنبورها                 | راوی          | مستند                           |
| ۲۰۰۹ | شلاق بزن                       | بلیس کوندر    |                                 |
| ۲۰۱۰ | طاووس                          | مگی           |                                 |
| ۲۰۱۰ | تلقین                          | آریادنه       |                                 |
| ۲۰۱۰ | سوپر                           | لیبی          |                                 |
| ۲۰۱۲ | تقدیم به رم با عشق             | مانیکا        |                                 |
| ۲۰۱۳ | شرق                            | ایزی          |                                 |
| ۲۰۱۳ | زود رنج                        | جنی           |                                 |
| ۲۰۱۴ | مردان ایکس: روزهای گذشته آینده | کیتی پراید    |                                 |
| ۲۰۱۴ | کاراگاهان کوچک                 | کارآگاه الن   | فیلم کوتاه                      |
| ۲۰۱۵ | درون جنگل                      | نل            | همچنین تهیه‌کننده                |
| ۲۰۱۵ | ملک طلق                        | استیسی آندره  | همچنین تهیه‌کننده                |
| ۲۰۱۶ | تلولا                          | تلولا         |                                 |
| ۲۰۱۶ | اسب‌های پنجره‌ای                 | کلی (صدا)     | با صدای شهره آغداشلو            |
| ۲۰۱۶ | زندگی من به عنوان یک کدو       | رزی (صدا)     | دوبله انگلیسی                   |
| ۲۰۱۷ | مرسی                           | لوسی مارو     | همچنین تهیه‌کننده                |
| ۲۰۱۷ | درمان شده                      | ابی           | همچنین تهیه‌کننده                |
| ۲۰۱۷ | مرگ‌بازان                       | کورتنی        |                                 |
| ۲۰۱۹ | چیزی در آب است                 | خودش          | مستند، همچنین کارگردان          |
| ۲۰۲۲ | Into My Name                   | —             | Documentary; executive producer |
| ۲۰۲۳ | Backspot                       | —             | Executive producer              |
| ۲۰۲۳ | Close to You                   | Sam           | Also co-writer and co-producer  |

### مجموعه تلویزیونی
| سال        | عنوان         | نقش                            | یادداشت  |
| ---------- | ------------- | ------------------------------ | -------- |
| ۲۰۱۹–اکنون | آکادمی آمبرلا | وانیا هارگریوز/ویکتور هارگریوز | نقش اصلی |

### بازی ویدئویی
| سال  | عنوان          | نقش        | یادداشت                 |
| ---- | -------------- | ---------- | ----------------------- |
| ۲۰۱۳ | ماوراء: دو روح | جودی هولمز | همچنین بازیگری ضبط حرکت |